# ازدواج همجنس در اتریش
ازدواج همجنس‌ در اتریش، از تاریخ ۱ ژانویه ۲۰۱۹، قانونی شده‌است. پس از تصمیم دادگاه قانون اساسی در تاریخ ۴ دسامبر ۲۰۱۷ ازدواج قانونی شد. این کشور اجازه اتحاد مدنی (آلمانی: Eingetragene Partnerschaft) بین زوج‌های همجنس را از ۱ ژانویه ۲۰۱۰ می‌داد. 